# سهل‌آباد (نیشابور)
سهل‌آباد (نیشابور)، روستایی از توابع بخش مرکزی شهرستان نیشابور در استان خراسان رضوی ایران است. اقوام سهلی، حسینی از خانواده های بومی این روستا هستند. بعد ها خانواده های زیادی ساکن این روستا شده‌اند. اخیرا یک صفحه اینستاگرامی برای اشتراک گذاری تصاویری قدیمی از خاطرات افراد فوت شده و ساکنین سابق و..... ایجاد شده است. میتوان به هنرمندان افتخارآفرین در سطح کشور مانند سید امیر حسینی، و.... اشاره کرد. 

## جمعیت
این روستا در دهستان مازول قرار دارد و براساس سرشماری مرکز آمار ایران در سال ۱۳۸۵، جمعیت آن ۲۳۷ نفر (۶۷خانوار) بوده‌است. اکثر اهالی این روستا را بومیان تشکیل می دهند و جمعیت پیر در این روستا بیشتر مشاهده می شود.